# 埃米嫩斯鎮區 (密蘇里州香農縣)
埃米嫩斯鎮區（英語：Eminence Township）是位於美國密蘇里州香農縣的一個行政鎮區。

## 地方資料
埃米嫩斯鎮區的面積為638.44平方千米，當中陸地面積為638.28平方千米，而水域面積為0.16平方千米。根據2020年美國人口普查的數據，當地共有人口1454人，而人口密度為每平方千米2.28人。